# Kosta Runjaić
Kosta Runjaić (Viena, Austria, 4 de junio de 1971) es un exfutbolista y entrenador alemán. Actualmente dirige al Udinese de la Serie A.

## Trayectoria
Runjaic, cuyos padres proceden de Yugoslavia, nació en Viena en 1971 y creció en Rüsselsheim, donde completó sus estudios secundarios.Después de dos años como entrenador base de la DFB,en 2004 se convirtió en entrenador del 1. FC Kaiserslautern II. En 2006 se trasladó inicialmente al SV Wehen Wiesbaden como entrenador juvenil, donde al cabo de un año asumió la responsabilidad del segundo equipo y obtuvo en 2008 el ascenso a la Regionalliga Süd.
En marzo de 2010, sucedió a Živojin Juškić como entrenador del SV Darmstadt 98, que se encontraba amenazado por el descenso.A partir de los buenos resultados obtenidos, su contrató se extendió hasta junio de 2012 y sentó las bases para el ascenso a la 3. Liga.
El 3 de septiembre de 2012, fue anunciado como técnico del MSV Duisburgo.Luego de recibir al equipo en zona de descenso, lo logró estabilizar y salvarlo al final de la temporada. Sin embargo, después del descenso forzado a la 3. Liga por problemas económicos, abandonó su cargo por voluntad propia.
En septiembre de 2013, asumió como entrenador del 1. F. C. Kaiserslautern en reemplazo de Franco Foda.No obstante, luego de un mal comienzo de la temporada 2015-16 con solo dos victorias en ocho partidos, presentó su renuncia el 23 de septiembre de 2015.
El 1 de julio de 2016, fue oficializado como técnico del TSV 1860 Múnich.Sin embargo, diferencias con la directiva del club hicieron que diese un paso al costado en noviembre del mismo año.
En noviembre de 2017, se hizo cargo de la dirección técnica del Pogoń Szczecin.En su primera temporada, obtuvo la permanencia en la Ekstraklasa, mientras que en las siguientes campañas el equipo fue ocupando posiciones cada vez más altas. El 24 de marzo de 2022, comunicó su salida del club luego de la finalización de la temporada 2021-22.
El 23 de mayo de 2022, fue presentado como entrenador del Legia de Varsovia.Luego de finalizar tercero en la Ekstraklasa, obtuvo la Copa de Polonia en mayo de 2023 luego de vencer al Raków Częstochowa en los penales.Al comienzo de la temporada 2023-24, volvió a derrotar al mismo equipo para ganar la Supercopa de Polonia.El 9 de abril de 2024, presentó su renuncia al cargo.
En junio de 2024, fue oficializado como técnico del Udinese.

## Estadísticas como entrenador
| Club                                  | País     | Año           | PJ  | PG  | PE  | PP  | Efectividad |
| ------------------------------------- | -------- | ------------- | --- | --- | --- | --- | ----------- |
| 1. F. C. Kaiserslautern II (interino) | Alemania | 2006          | 1   | 0   | 0   | 1   | 0%          |
| SV Wehen Wiesbaden II                 | Alemania | 2007-2008     | 34  | 19  | 7   | 8   | 62.74%      |
| VfR Aalen (interino)                  | Alemania | 2008          | 1   | 0   | 0   | 1   | 0%          |
| SV Darmstadt 98                       | Alemania | 2010-2012     | 91  | 36  | 29  | 26  | 50.18%      |
| MSV Duisburgo                         | Alemania | 2012-2013     | 31  | 11  | 10  | 10  | 46.23%      |
| 1. F. C. Kaiserslautern               | Alemania | 2013-2015     | 77  | 32  | 27  | 18  | 53.25%      |
| TSV 1860 Múnich                       | Alemania | 2016          | 15  | 4   | 4   | 7   | 35.56%      |
| Pogoń Szczecin                        | Polonia  | 2017-2022     | 169 | 74  | 47  | 48  | 53.06%      |
| Legia de Varsovia                     | Polonia  | 2022-2024     | 85  | 47  | 20  | 18  | 63.13%      |
| Udinese                               | Italia   | 2024-presente | 42  | 15  | 8   | 19  | 42.06%      |
| Total                                 | Total    | Total         | 546 | 238 | 152 | 156 | 52.87%      |

## Palmarés

### Como entrenador

#### Campeonatos nacionales
| Título               | Club              | País    | Año     |
| -------------------- | ----------------- | ------- | ------- |
| Copa de Polonia      | Legia de Varsovia | Polonia | 2022-23 |
| Supercopa de Polonia | Legia de Varsovia | Polonia | 2023    |